# 吉田庾
吉田 庾（よしだ こくら、1868年（慶応3年） - 1961年（昭和36年）10月31日）は、近代日本の国家主義者。玄洋社9代目社長、明道館長。諱は悠年。

## 経歴
福岡で「大吉田」といわれる黒田藩家老吉田家の14代。興志塾（高場塾）を卒業し、明治23年9月、慶應義塾に入学。次いで藤井種太郎、横田虎之助らと共に満州義軍に参加。大正5年「九州日報」社営業部長、15年取締役。第9代玄洋社長、附属柔道場・明道館長。真藤慎太郎が大層尊敬したといわれる。10代目の玄洋社社長が進藤一馬。